# Baltasar Garzón

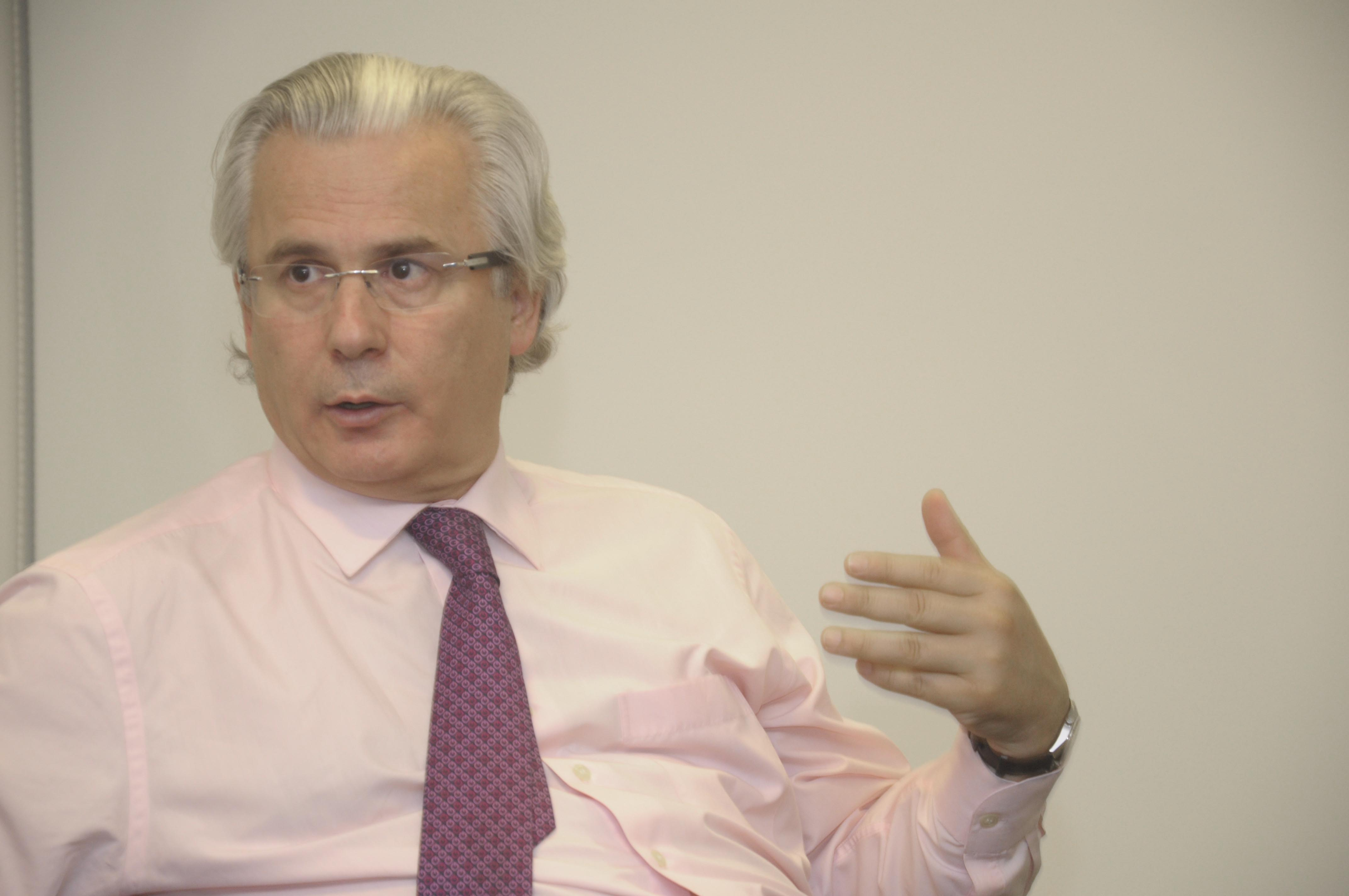
Baltasar Garzón tijdens een bezoek aan een voormalige gevangenis in Argentinië

Baltasar Garzón Real (Torres (Jaén), 26 oktober 1955) was een Spaans onderzoeksrechter.
Garzón werkt als onderzoeksrechter voor de Juzgado Central de Instrucción número 5, een Spaans institutioneel orgaan dat onderzoek doet in strafrechtzaken. Door zijn rol als onderzoeksrechter in de belangrijke zaken verwierf hij nationale en internationale bekendheid.
Hij studeerde rechten aan de Universiteit van Sevilla.

## 1993-2001
In 1993 verruilde hij zijn werk als jurist voor een politieke carrière als kamerlid voor de PSOE. Premier Felipe González benoemde hem tot hoofd van een commissie die een plan voor drugsbestrijding moest ontwikkelen. Deze taak legde hij neer omdat hij vond dat hij te weinig steun van de regering kreeg. 
Hij keerde vervolgens terug naar de Audiencia Nacional, het Spaans nationaal hoger gerechtshof. Daar leidde hij het onderzoek naar de activiteiten van de terroristische organisatie GAL. Dit leidde uiteindelijk tot de veroordeling van de voormalig minister van Binnenlandse Zaken José Barrionuevo en andere hoge regeringsfunctionarissen.
In 1998 kreeg Garzón internationale bekendheid toen hij een arrestatiebevel uitschreef voor Augusto Pinochet, die hij beschuldigde van moord en marteling van Spaanse burgers. De aanklacht van Garzón was gebaseerd op het rapport van de Chileense Commissie voor Waarheid en Verzoening. Het feit dat een nationale rechter probeerde een voormalig regeringsleider van een ander land te laten uitleveren had geen precedent en trok daarom veel aandacht. Spanje verzocht om uitlevering van Pinochet die zich in die tijd in Engeland bevond. Uiteindelijk weigerde de Britse Home Secretary Jack Straw de uitlevering. 
In april 2001 verzocht Garzón de Raad van Europa om de immuniteit van Silvio Berlusconi en Marcello Dell'Utri op te heffen vanwege een aanklacht wegens belastingfraude en valsheid in geschrifte. Berlusconi zou meer dan 25 procent van het Spaanse televisiestation Telecinco in bezit hebben, hetgeen bij de Spaanse wet verboden is. Het verzoek werd niet gehonoreerd.
In april 2001 begon Garzón een onderzoek naar het mogelijke witwassen van geld door de bank BBVA via projecten en ondernemingen buiten Spanje.

## Al-Qaida, Guantanamo Bay, aanslagen in Madrid
In januari 2003 bekritiseerde Garzón de Verenigde Staten met betrekking tot de gang van zaken rondom de gevangenen in Guantánamo Bay.
In september 2003 vaardigde hij een arrestatiebevel uit tegen Osama bin Laden. Deze poging tot internationalisering van het strafrecht was volgens Garzón gerechtvaardigd omdat de voorbereiding van de aanslag op het WTC in New York deels in Spanje was gebeurd. 
In 2004 kwam hij opnieuw uitgebreid in het nieuws door zijn rol in het proces tegen de daders van de aanslagen in Madrid.
Begin 2009 verklaarde Garzón te willen onderzoeken of ambtenaren van de regering-George W. Bush konden worden aangeklaagd wegens hun pogingen tot het rechtvaardigen van martelingen. Op 29 april 2009 opende hij een onderzoek naar een mogelijk systematisch programma voor het martelen van gevangenen in Guantánamo Bay naar aanleiding van verklaringen van vier voormalige gevangenen.

## ETA
Garzón was betrokken bij verscheidene zaken tegen de Baskische afscheidingsbeweging ETA. In juli 1998 zat hij een zaak voor tegen Orain SA, de uitgever van de  nationalistische krant Egin het gelijknamige radiostation. 
In 2003 wist hij ook de nationalistische krant Egunkaria  te verbieden. Oktober 2002 werd de Baskische nationalistische partij Batasuna verboden wegens banden met de ETA. Sindsdien proberen Baskische nationalisten telkens partijen onder een andere naam op te richten. In februari 2008 werden twee van deze partijen EHAK en EAE-ANV door Garzón verboden.

## Ley de Memoria Histórica
In een poging om de slachtoffers van de Spaanse burgeroorlog en de daaropvolgende dictatuur te compenseren werd op 28 oktober 2007 in Spanje de Ley de Memoria Histórica aangenomen. In het kader van deze wet wilde Garzón 19 massagraven openen en stelde hij 35 voormalige leden van het Franco-regime in staat van beschuldiging. Volgens de Audiencia Nacional was de aanklacht tegen de franquisten echter tegen de grondwet omdat er in 1977 een algehele amnestie was afgekondigd. Garzón liet op 17 november 2008 de zaak vallen. De kwestie van de massagraven liet hij over aan de regionale gerechtshoven. Sindsdien zijn er verscheidene massagraven geopend. Op 20 oktober 2009 werd begonnen met de opening van het vermoedelijke graf van de Spaanse dichter Federico García Lorca. 
In 2009 moest Garzón zelf voor de Spaanse Hoge Raad verschijnen. Hij werd ervan beschuldigd moedwillig zijn gezag te hebben misbruikt om officiële documenten van de regering Franco in handen te krijgen. Garzón ontkende de beschuldiging, die kwam van een kleine rechtse organisatie, Manos Limpias, in het Nederlands Schone Handen. In mei 2010 leidde deze aanklacht, samen met andere beschuldigingen door rechtse politici en rechters, tot een voorlopige schorsing van Garzón als onderzoeksrechter wegens verdenking van ambtsmisbruik. Volgens vele linkse politici en aanhangers van Garzón is de aanklacht een complot van rechts Spanje dat misdaden uit het Franco-tijdperk in de doofpot wil stoppen.

## Zaak-Gürtel
Garzón leidt het onderzoek in de zaak-Gürtel waarbij in februari 2009 de eerste arrestaties verricht worden. Bij deze corruptiezaak zijn vele Spaanse ambtenaren en politici betrokken.

## Overig
In mei 2010 werd Garzón benaderd door Luis Moreno-Ocampo, de hoofdaanklager van het Internationaal Strafhof in Den Haag voor een post als extern adviseur. Het gaat daarbij om onderzoek naar banden tussen de politiek en de georganiseerde misdaad.